# Jan Kołtun
Jan Kołtun (ur. 7 czerwca 1949 w Wólce Rudnickiej) – polski urzędnik państwowy, dyplomata i prawnik, w 1996 podsekretarz stanu w Ministerstwie Spraw Zagranicznych, w latach 1996–1997 p.o. szefa Kancelarii Senatu.

## Życiorys
Absolwent Wydziału Prawa i Administracji Uniwersytetu Marii Curie-Skłodowskiej, kształcił się na Podyplomowym Studium Służby Zagranicznej w Warszawie. W latach 1972–1974 odbył aplikację sędziowską zakończoną zdanym egzaminem, później uzyskał uprawnienia radcy prawnego i ukończył aplikację kontrolerską. Pracował jako asystent w Zakładzie Prawa Pracy UMCS. 
Rozpoczął następnie pracę w krajowej dyplomacji, pełnił m.in. funkcje: wicekonsula i konsula w Konsulacie Generalnym PRL w Malmö (1981–1985), konsula w Konsulacie Generalnym RP w Toronto (1990–1994), zajmując się tam m.in. tematyką polonijną. Działał też w Zjednoczonym Stronnictwie Ludowym, od 1987 zasiadał w jego Naczelnym Komitecie jako zastępca kierownika Wydziału Zagranicznego. Później pracował jako dyrektor Biura Kadr, Szkolenia i Organizacji oraz od 15 lutego 1995 do 31 stycznia 1996 dyrektor generalny w Urzędzie Rady Ministrów. Kierował także Radą Służby Cywilnej przy Prezesie Rady Ministrów.
Od 1 lutego do 31 maja 1996 piastował stanowisko podsekretarza stanu w Ministerstwie Spraw Zagranicznych. W czerwcu 1996 został pełniącym obowiązki szefa Kancelarii Senatu po odejściu Wojciecha Sawickiego (sprawował funkcję do 1997). Od 1997 zatrudniony w Najwyższej Izbie Kontroli (z rekomendacji PSL) jako dyrektor Departamentu Gospodarki i Integracji Europejskiej, dyrektor Departamentu Gospodarki oraz doradca prezesa instytucji. W 2002 powołany na stanowisko zastępcy kierownika Urzędu do Spraw Kombatantów i Osób Represjonowanych. W 2004 kandydował do Parlamentu Europejskiego z listy Polskiego Stronnictwa Ludowego w okręgu nr 8 (nie należąc formalnie do tej partii). W tym samym roku objął fotel szefa poznańskiej delegatury NIK, w 2014 przeszedł na stanowisko doradcy kierownika delegatury.
Żonaty, ma dwoje dzieci. Jego nazwisko pojawiło się na tzw. liście Wildsteina jako kontakt operacyjny „Jaks”, aktywny podczas służby dyplomatycznej w Szwecji (sam Kołtun zaprzeczył prawdziwości tych danych).